# تونیورس
تونیوِرس (انگلیسی: Tooniverse; کره‌ای: 투니버스; لاتین‌نویسی اصلاح‌شده: Tunibeoseu؛ کوتاه‌شدهٔ Cartoon Universe) یک شبکه کارتون و انیمه در کره جنوبی است که توسط سی‌جی ئی‌ان‌ام بخش ئی‌اندام (قبلاً آن مدیا) اداره می‌شود. از زمان تأسیس در سال ۱۹۹۵، تونیورس اکنون به یکی از شبکه‌های انیمیشن برجسته در کره جنوبی تبدیل شده‌است. تونیورس مجموعه گسترده‌ای از برنامه‌ها از جمله کارتون‌ها، فیلم‌ها و محتوای محبوب برای تمام گروه‌های سنی شامل کودکان، نوجوانان و بزرگسالان پخش می‌کند.

## لوگو

۱۵ اکتبر ۲۰۰۰ – ۳۱ دسامبر ۲۰۰۷
۱۵ اوت ۲۰۱۲ – ۴ مه ۲۰۱۵
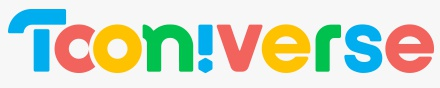
۵ مه ۲۰۱۵ – ۲۸ فوریه ۲۰۱۹
۱ مارس ۲۰۱۹ – اکنون